# أولاد الحاج (أولاد محمد)
أولاد الحاج هو دُوَّار يقع بجماعة بوعروس، إقليم تاونات، جهة فاس مكناس في المملكة المغربية. ينتمي الدوّار لمشيخة أولاد محمد التي تضم 5 دواوير. يقدر عدد سكانه بـ 766 نسمة حسب الإحصاء الرسمي للسكان والسكنى لسنة 2004.

## روابط خارجية
- البوابة الوطنية للجماعات الترابية
- المندوبية السامية للتخطيط